# Polypogon pygmeus
Polypogon pygmeus är en gräsart som beskrevs av Nikolai Nikolaievich Tzvelev. Polypogon pygmeus ingår i släktet skäggrässläktet, och familjen gräs. Inga underarter finns listade i Catalogue of Life.